# Gen

Genen zijn te beschouwen als stukken DNA (lange sequenties van nucleotiden). Genen bestaan uit een coderend gedeelte met exons en introns, maar ook diverse regulerende sequenties.

Een gen is in de biologie een stukje erfelijk materiaal waarmee organismen erfelijke eigenschappen doorgeven aan hun nageslacht. Genen zijn onderdeel van chromosomen en bestaan uit stukken DNA (desoxyribonucleïnezuur). Elk gen bevat de instructie voor het aanmaken van één of meerdere eiwitten of RNA-moleculen die een rol spelen in het functioneren van de cel. Alle genen samen vormen het genoom van een organisme en bepalen in belangrijke mate hoe cellen werken en hoe het organisme zich ontwikkelt en functioneert.
Genen worden van ouders op nakomelingen overgedragen en vormen zo de basis van erfelijke eigenschappen. De specifieke combinatie van genen die een individu heeft, wordt het genotype genoemd. Dit genotype verschilt van individu tot individu binnen een populatie. Samen met omgevingsfactoren en ontwikkelingsprocessen bepaalt het genotype hoe een organisme eruitziet en functioneert: dit geheel aan waarneembare eigenschappen noemt men het fenotype. 
De meeste eigenschappen worden niet door één enkel gen bepaald, maar ontstaan door de werking van meerdere genen tegelijk (polygenie) en hun interactie met de omgeving. Sommige kenmerken zijn gemakkelijk waar te nemen, zoals oogkleur of lichaamslengte; andere zijn meer verborgen, zoals bloedgroep of de aanleg voor bepaalde ziektes. Genen kunnen veranderen door kleine wijzigingen in de DNA-volgorde, mutaties. Zulke veranderingen kunnen leiden tot verschillende versies van een gen, die men allelen noemt. Op lange termijn leiden mutaties, natuurlijke selectie en toeval (genetische drift) tot evolutie van soorten.

## Definitie
De term gen wordt in de wetenschap op verschillende manieren gedefinieerd, afhankelijk van het perspectief waaruit men het onderwerp benadert. De verschillende definities vallen grofweg uiteen in twee hoofdgroepen: het mendeliaanse gen en het moleculaire gen.
De mendeliaanse definitie is afkomstig uit de klassieke genetica, het vakgebied dat ontwikkeld werd door Gregor Mendel in de 19e eeuw. In deze context wordt een gen gezien als een eenheid van erfelijke informatie die een bepaald kenmerk bepaalt en volgens voorspelbare patronen wordt doorgegeven van ouders op nakomelingen. Dit concept is sterk gekoppeld aan waarneembare eigenschappen, zoals bloemkleur of lichaamslengte. Deze betekenis van het woord wordt gehanteerd in populaire werken zoals The Selfish Gene, waarin het gen wordt beschouwd als de fundamentele drager van evolutionaire selectie.
Met de opkomst van de moleculaire biologie in de 20e eeuw is het begrip gen veel preciezer geworden. In deze moleculaire definitie is een gen een stuk DNA dat de instructies bevat voor het maken van een functioneel product, meestal een eiwit, maar soms ook een RNA-molecuul dat zelf een rol vervult in de cel. Deze benadering richt zich op de structuur, functie en regulatie van genen op het niveau van cellen en moleculen. Deze definitie wordt het meest gebruikt in de moderne genetica en biologie. De directe meetbaarheid en aanpasbaarheid van DNA-moleculen in levende wezens is van fundamenteel belang in bijvoorbeeld biotechnologie, genomica en klinische genetica.

## Moleculaire basis

### DNA

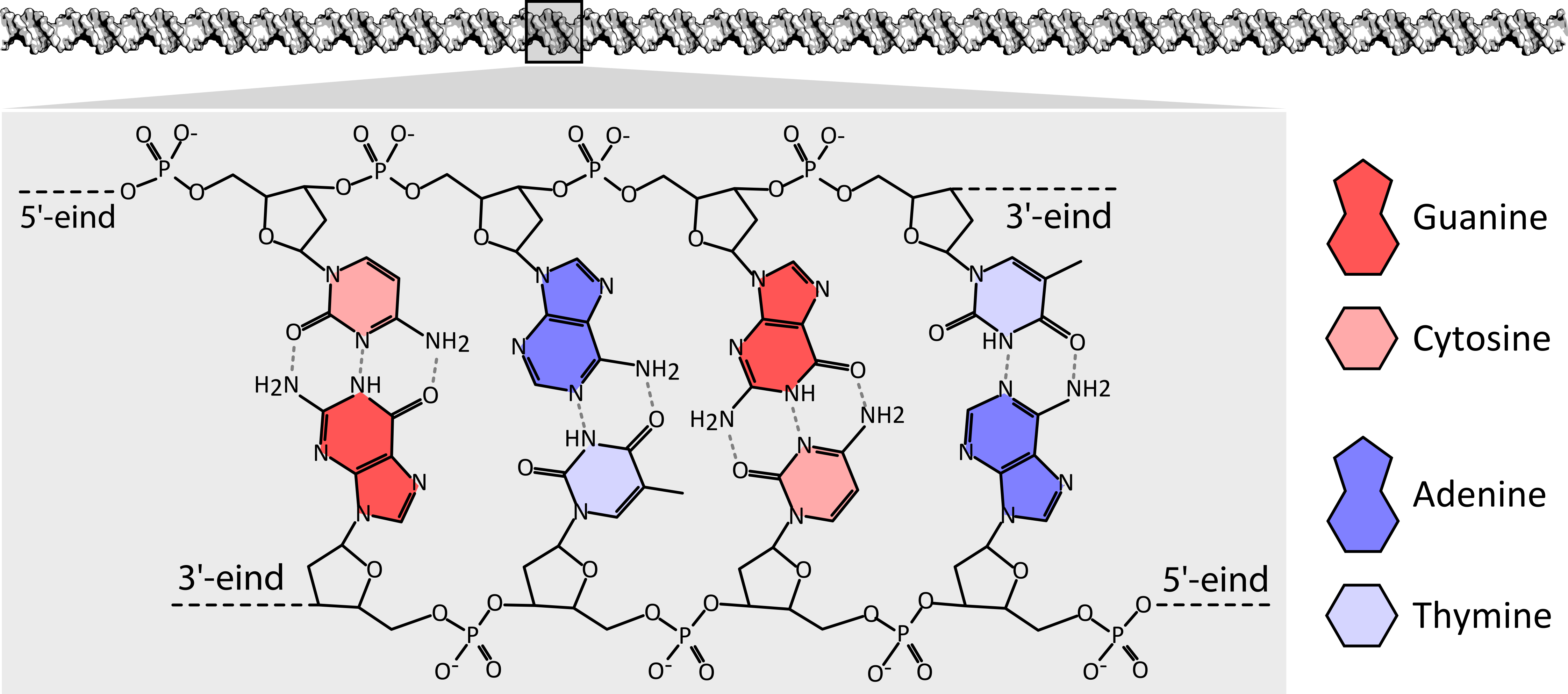
De DNA-helix (bovenaan) bestaat uit twee ketens van desoxyribosefosfaat, waaraan vier soorten nucleobasen vastzitten. De nucleotiden van beide ketens vormen waterstofbruggen met elkaar.

Alle levende organismen coderen hun genetisch materiaal in lange strengen DNA (desoxyribonucleïnezuur). DNA bestaat uit ketens van vier typen nucleotiden, die elk zijn opgebouwd uit een fosfaatgroep, een suiker met vijf koolstofatomen (deoxyribose) en één van vier stikstofhoudende basen: adenine (A), cytosine (C), guanine (G) en thymine (T). De twee ketens zijn om elkaar heen gevlochten in een dubbele helixstructuur, waarbij de basen naar binnen wijzen en specifieke paren vormen: adenine paart met thymine via twee waterstofbruggen, en cytosine met guanine via drie. De volgorde van basen op de ene streng bepaalt automatisch die op de andere. Men spreekt van complementaire DNA-strengen.
De informatie in DNA wordt tot uiting gebracht via een proces dat begint met transcriptie: het overschrijven van een gen naar RNA (ribonucleïnezuur). RNA lijkt sterk op DNA, maar bevat de suiker ribose in plaats van deoxyribose, en gebruikt de base uracil (U) in plaats van thymine. RNA is meestal enkelstrengs en minder stabiel dan DNA. Genen die coderen voor eiwitten bestaan uit reeksen van drie opeenvolgende nucleotiden: codons. Tijdens translatie bepaalt elk codon welk aminozuur wordt ingebouwd in het eiwit. Deze genetische code is vrijwel universeel: bijna alle bekende organismen gebruiken hetzelfde systeem om DNA-informatie om te zetten in eiwitten.

### Chromosomen

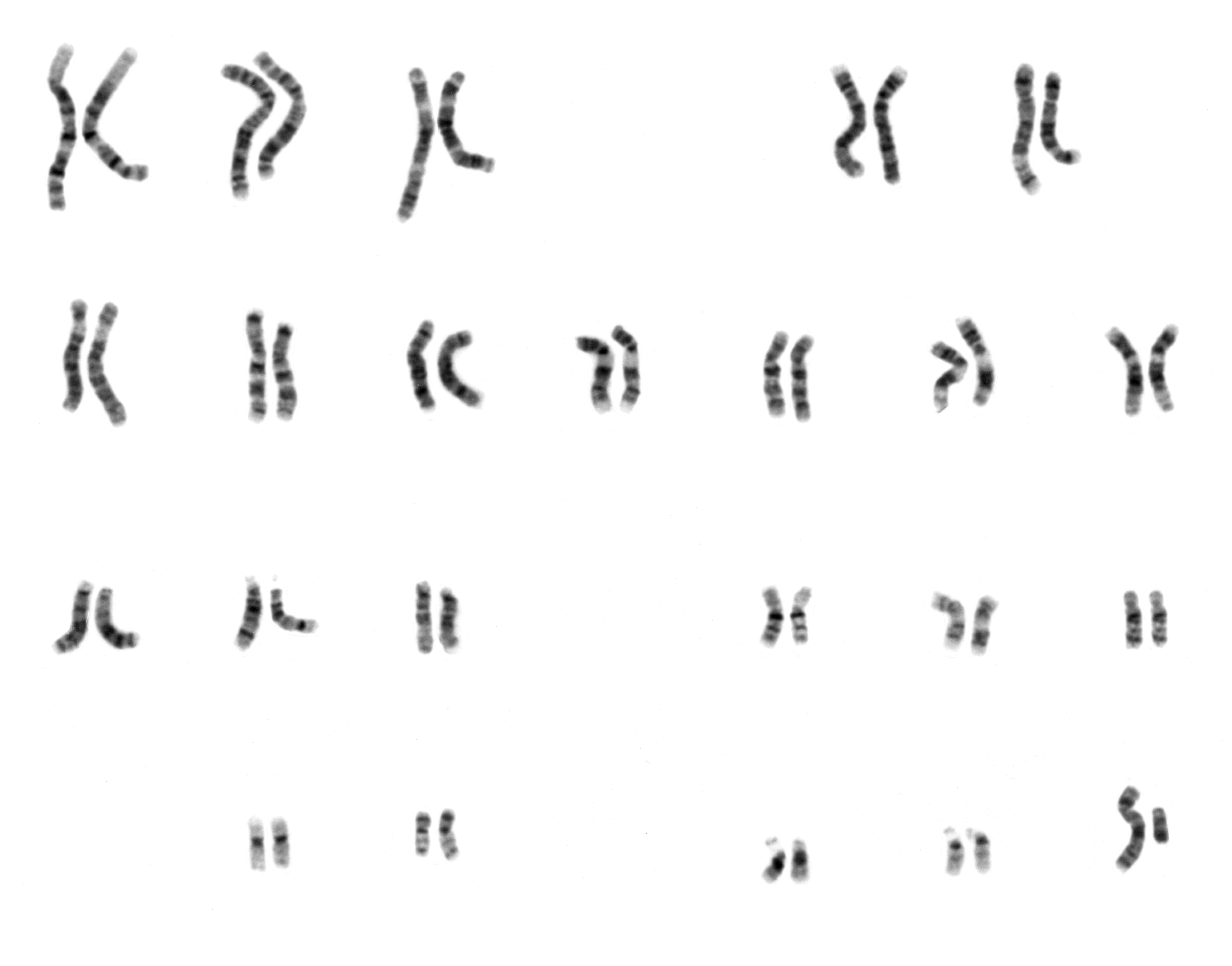
Karyogram van een menselijke cel met 46 chromosomen (23 paren), gerangschikt op grootte en bandpatroon

Genen vormen, samen met alle andere erfelijke informatie, het genoom van een organisme. In eukaryoten, zoals planten en dieren, is het genoom opgedeeld in een aantal losse strengen die zeer compact zijn opgerold in de celkern. Deze losse DNA-strengen noemt men de chromosomen. Een chromosoom bestaat uit een enkele, zeer lange DNA-helix waarop duizenden genen zijn gecodeerd. Elk gen bevindt zich op een specifieke plek op het chromosoom, de zogenaamde locus. Binnen een populatie kunnen individuen verschillende variaties in de DNA-volgorde hebben op een bepaald locus.
De chromosomen zijn in de celkern verpakt met eiwitten die histonen heten. De manier waarop DNA om histonen is gewikkeld, evenals chemische veranderingen aan de histonen zelf, bepaalt of bepaalde DNA-gebieden toegankelijk zijn voor transcriptie. Behalve genen bevatten chromosomen ook andere belangrijke sequenties, zoals telomeren en centromeren. Die zorgen er bijvoorbeeld voor dat het DNA correct gerepliceerd en verdeeld wordt tijdens de celdeling.
De genomen van eukaryoten bestaan maar voor een heel klein gedeelte uit genen. Veruit het meeste DNA heeft geen duidelijke functie, en zijn waarschijnlijk overblijfselen uit de evolutie. Eenvoudige eencellige eukaryoten hebben relatief weinig van dit soort DNA, terwijl de genomen van complexe meercellige organismen voor het overgrote deel bestaan uit DNA zonder een bekende functie. Dit type DNA wordt aangeduid als junk-DNA.

## Functie
In de klassieke genetica volgens Mendel kan het allel van een gen dominant zijn, recessief of intermediair. Het dominante allel is zichtbaar als het in het organisme aanwezig is door bijvoorbeeld een andere haarkleur of kleur van de ogen; het recessieve allel wordt alleen zichtbaar als het dominante allel ontbreekt.
Een gen bestaat in sommige organismen uit introns en exons. Exons zijn de coderende gedeelten, de informatie in introns komt niet terug in het uiteindelijke genproduct.
De ontdekking van het bestaan van alternatieve-splicingfactoren zorgt voor een gewijzigde definitie van een gen. De huidige definitie waarbij een gen bij eukaryoten codeert voor een eiwit is niet langer houdbaar. Sommigen hebben voorgesteld dat een gen als een tweevoudige informatiestructuur gezien moet worden:
- Een DNA-sequentie die codeert voor het pre-mRNA.
- Een toegevoegde DNA-code of ander reguleringsproces, dat de alternatieve splicing regelt.

In de cel kunnen individuele genen van het DNA worden afgelezen en omgezet in zogenaamd messenger-RNA (mRNA). Dit proces heet transcriptie. Aan de hand van een complex regelmechanisme dat aangeeft wanneer de cel behoefte heeft aan het eiwit dat door het gen wordt gecodeerd wordt beslist wanneer dit mRNA moet worden gemaakt. Allereerst wordt pre-mRNA aangemaakt dat door splicing omgezet wordt in mRNA. Het mRNA wordt in de cel afgelezen door ribosomen met behulp van transfer RNA (tRNA) moleculen die helpen om de aminozuren in de juiste volgorde aan te dragen. Het ribosoom koppelt deze aminozuren aan elkaar tot een polypeptide. Dit proces heet translatie.
Een enkel mRNA kan een groot aantal malen worden afgelezen, waarbij steeds een polypeptideketen wordt gemaakt. Zo worden de eiwitketens stuk voor stuk opgebouwd. Meerdere ribosomen kunnen tegelijkertijd over het mRNA wandelen om eiwitketens te bouwen. Als een eiwitketen compleet is wordt het eiwitmolecuul (vanzelf, of met hulp van een chaperonne) gevouwen tot een actieve vorm. Sommige eiwitten bestaan uit een enkel polypeptide, andere uit een aantal. Hemoglobine bestaat bijvoorbeeld uit vier polypeptideketens.
| Grootte van het genoom |              |                |
| Organisme              | Aantal genen | Baseparen      |
| Planten                | >50 000      | >1011          |
| Mens                   | ~25 000      | 3,2×109        |
| Vliegen                | 12 000       | 1,6×108        |
| Schimmels              | 6000         | 13×106         |
| Malariaparasiet        | 5300         | 23×106         |
| Bacteriën              | 500 - 6000   | 107            |
| Mycoplasma genitalium  | 500          | 106            |
| Bacteriofaag           | 3 - >100     | 5000 - 650 000 |
| DNA-Virussen           | 10 - 300     | 5000 - 200 000 |
| RNA-Virussen           | 1 - 25       | 1000 - 23 000  |
| Viroïde                | 0 - 1        | ~ 500          |
| Springend gen          | 1 - ...      | 40 - ...       |

De informatiedichtheid van het DNA is door superpositie aanmerkelijk groter. Een extreem voorbeeld hiervan is het DSCAM-gen van de fruitvlieg, dat de richting van de groei van neuronen bepaalt. Dit gen heeft meerdere cassette-exons (exon cassette mode splicing), waardoor dit gen rekenkundig meer dan 38.016 verschillende proteïnen kan geven. Ten opzichte hiervan is het aantal van ongeveer 18.000 genen van de fruitvlieg verhoudingsgewijs klein. Het aantal verschillende proteïnen wordt dus veel meer bepaald door de alternatieve splicing van het pre-mRNA.
De complete set genen van een organisme noemt men het genoom.
Het geschatte aantal genen in het menselijk genoom is naar beneden bijgesteld. De vorige schatting was 27.000 tot 40.000 genen, de nieuwe schatting is 20.000 tot 25.000 genen.

## Kunstmatig gen
Een kunstmatig gen is een door de mens gemaakt gen dat wordt gebruikt bij genetische modificatie.

### Genconstruct
Een genconstruct is een door de mens gemaakte combinatie van een gen met een promotor. Hierdoor kan de genexpressie naar believen gereguleerd worden of kan men er bijvoorbeeld voor kiezen dat het gen niet meer kan worden uitgeschakeld, waardoor de gastheercel een bepaald eiwit voortdurend blijft produceren.

## Begripsgeschiedenis
De betekenis van het woord gen is sinds de eerste introductie ervan, ver voor de Tweede Wereldoorlog, nogal veranderd. Aanvankelijk was het vooral een theoretische constructie waarvan het bestaan werd geponeerd op grond van de observaties van een aantal genetische experimenten, zoals voor het eerst gepubliceerd door Gregor Mendel.
Het concept van een gen, de kleinste eenheid die een erfelijke variant vertegenwoordigt, werd bedacht door Hugo de Vries die toen waarschijnlijk nog niet op de hoogte was van Mendels werk. Hij noemde deze eenheid pangen (verwijzend naar Darwins hypothese van pangenese). De Vries veronderstelde dat de drager van erfelijke eigenschappen in de praktijk op moleculaire schaal te vinden zou zijn. De Vries' pangen werden later door Wilhelm Johannsen afgekort tot gen. Johannsen introduceerde ook de term mutatie, een veronderstelde plotselinge verandering in de eigenschappen van een pangen. Later bleken de plotselinge afwijkingen in zijn experimenten met de grote teunisbloem echter geen mutaties van een pangen.
Na de ontdekking van de structuur van het DNA werd 'gen' het woord voor een deel van het DNA-molecuul waaruit een chromosoom bestaat. Tegenwoordig ligt dit nog weer gecompliceerder. Gen is misschien nog het best op te vatten als een natuurlijke eenheid van erfelijke informatie.